# Бессарабський проїзд
Бессарабський проїзд — вулиця в Печерському районі міста Києва, місцевість Бессарабка. Пролягає від Великої Васильківської до Басейної вулиці.

## Історія
Знесення декількох будинків по Великій Васильківській та Басейній вулицях задля прокладання нового проїзду розпочалося 1986 року. Вулицю було прокладено у 1-й половині 1990-х років під назвою Новий проїзд. У 1996 році вулицею було прокладено тролейбусний маршрут.
Назва на честь українського політичного діяча Павла Скоропадського — з 2003 року.
З 2022 року в Україні через російське військове вторгнення розпочалася деколонізації. В рамках цих процесів, одну з великих вулиць в центрі Києва, названу на честь культурного діяча Росії було заплановано назвати вулиця Гетьмана Павла Скоропадського. Задля уникнення плутанини планувалося перейменування вулиці Павла Скоропадського. У додатку «Київ Цифровий» було проведене опитування з пропозицією перейменувати вулицю на честь колишнього міського голови Києва Олександра Омельченка. 74,2 % учасників опитування проголосували проти такого перейменування.
29 травня 2023 року міський голова Києва Віталій Кличко подав проект рішення про переменування вулиці на честь Олександра Омельченка. Наступного дня була подана електронна петиція проти такого перейменування. Петиція була аргументована тим, що Омельченко за часів свого перебування на посаді голови КМДА та міського голови «завдав Києву шалених збитків». Колишнього міського голову звинуватили в тому, що він розділив трамвайну мережу міста на дві відокремлені частини, спричинивши цим транспортний колапс, віддав провідну роль в громадських перевезеннях Києва приватним маршруткам, відповідальний за низку резонансних забудов, зокрема, у Протасовому Яру, на Осокорківських озерах, «Будинок-монстр». Також були згадані низка смертельних ДТП за його участі, зокрема, коли у 2009 р. Омельченко збив на Столичному шосе пішохода Олександра Карпінського, який загинув від отриманих поранень.. Менш як за три дні петиція зібрала необхідну кількість голосів. 13 червня профільна комісія Київради — з місцевого самоврядування — підтримала перейменування вулицю Павла Скоропадського на Олександра Омельченка. Петицію проти вшанування Омельченка комісія не розглядала.
8 лютого 2024 року Київрада перейменувала вулицю на Бессарабський проїзд, задля уникнення дублювання назви з вулицею Гетьмана Павла Скоропадського.